# Abbaye de Calke
L'abbaye de Calke est une maison de campagne classée Grade I près de Ticknall, dans le Derbyshire, en Angleterre, confiée au National Trust.
Le site est un prieuré augustin du XIIe siècle jusqu'à sa dissolution par Henri VIII. Le bâtiment actuel, nommé Calke Abbey en 1808, n'a jamais été en réalité une abbaye, mais est un manoir baroque construit entre 1701 et 1704.
La maison appartient à la famille Harpur pendant près de 300 ans jusqu'à ce qu'elle soit transférée à la fiducie en 1985 en remplacement des droits de succession. Aujourd'hui, la maison est ouverte au public et plusieurs de ses pièces sont délibérément laissées dans l'état de dégradation dans lequel la maison a été remise au Trust.

## Histoire

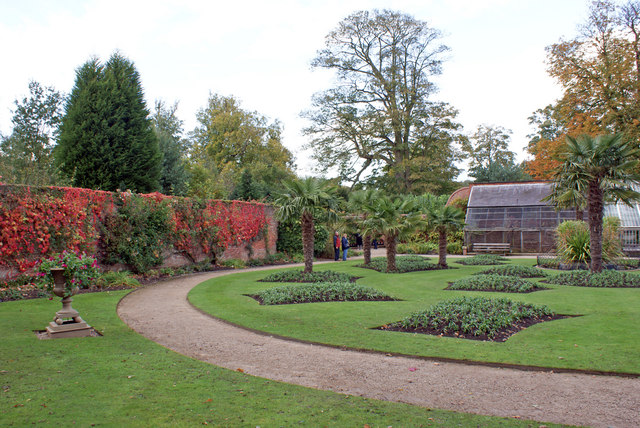
Le jardin

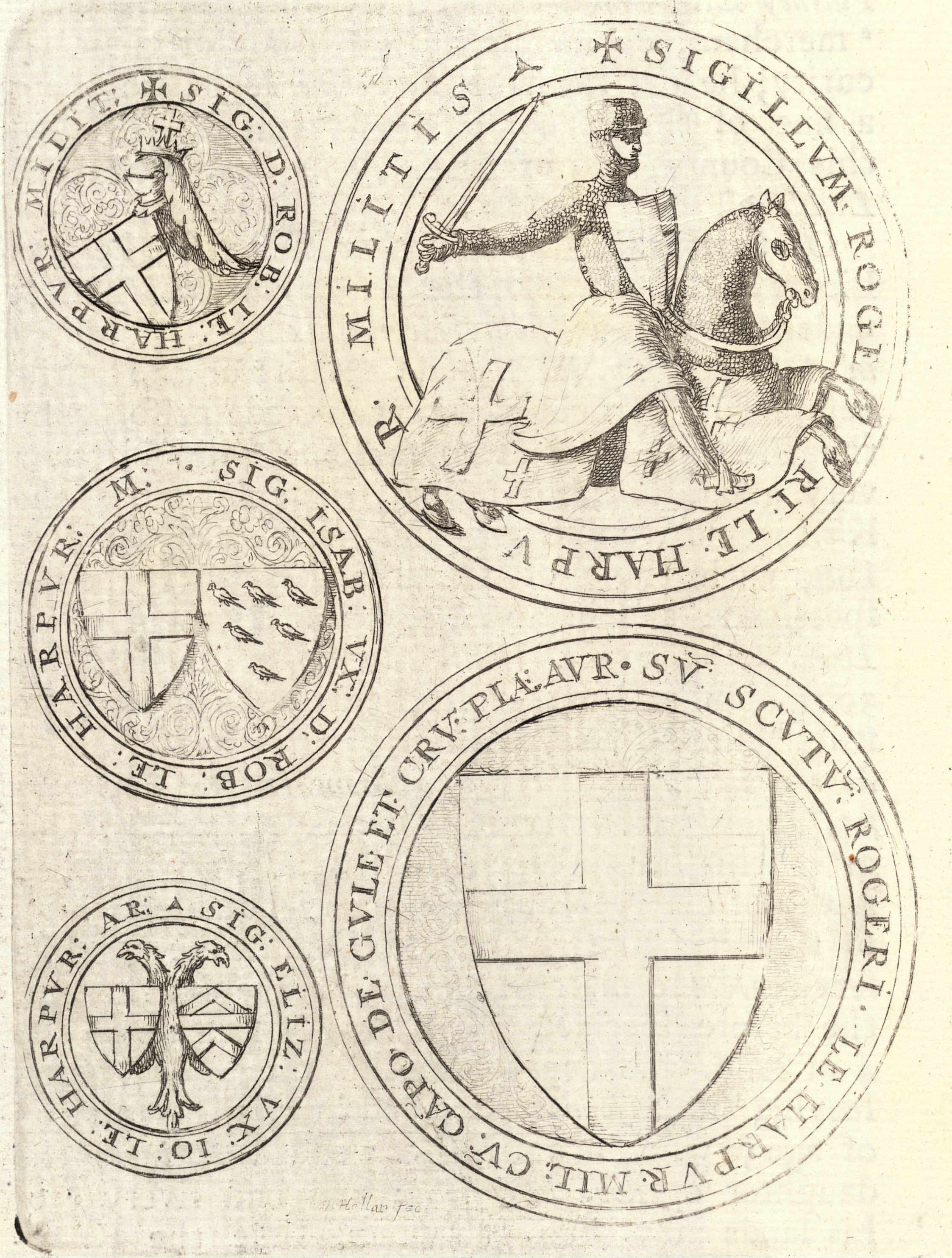
Sceaux de la famille Le Harpur par Wenceslas Hollar

Le prieuré de Calke est fondé par Richard d'Avranches, 2e comte de Chester entre 1115 et 1120 et dédié à St Giles. Il hérite de son père de vastes domaines en Angleterre et en Normandie, dont Calke et de nombreux villages environnants . Le prieuré est initialement une communauté indépendante, mais après la mort de Ranulf de Gernon, 4e comte de Chester en 1153, il (avec la plupart de ses domaines du Derbyshire) devient une partie de la dot de sa veuve, Maude de Gloucester. Elle accorde initialement l'église voisine de St. Wystan, Repton aux chanoines du prieuré de Calke, mais fait ensuite construire un nouveau prieuré, dédié à la Sainte Trinité, à Repton. En 1172, elle transfère les chanoines de Calke au nouveau prieuré de Repton, Calke devenant alors une « cellule » subordonnée au prieuré de Repton .
On ne sait rien du prieuré des XIVe et XVe siècle ; cependant, l'historien Oliver Garnett suggère que le prieuré a peut-être servi davantage de centre d'un domaine agricole que d'établissement religieux pendant cette période .
Le prieuré de Repton est dissous en 1538 et ses terres confisquées par la Couronne. Les chanoines ont cependant anticipé la dissolution et avaient donc commencé à louer certains de leurs domaines : Calke est l'un d'entre eux, loué le 29 août 1537 à John Prest pour 99 ans .

### Post-Dissolution
John Prest obtient le bail à Calke Priory pour 99 ans, après avoir payé d'avance pour les 59 premières années. Il est membre de la London Grocers' Company et vit à Calke jusqu'à sa mort en 1546. La maison passe ensuite à sa veuve, puis par l'intermédiaire de sa fille Frances à son mari William Bradborne . Le bail est accordé par la Couronne à John Dudley, comte de Warwick (plus tard duc de Northumberland), après quoi le domaine passe par divers propriétaires entiers et à bail avant d'être finalement acquis par Richard Wendsley en 1575. Wendsley est deux fois député du Derbyshire et est connu pour avoir construit une nouvelle maison sur le domaine dans lequel il réside ; c'est la maison élisabéthaine qui forme le noyau de la maison qui existe encore aujourd'hui, et dont des parties sont encore visibles dans la cour de la maison. On sait peu de choses sur l'apparence de cette maison élisabéthaine jusqu'à ce que des travaux de réparation sur la maison actuelle soient entrepris par le National Trust en 1988. La maison s'articule autour d'une cour dont le côté sud sert de façade d'entrée, avec une maison de gardien ; deux saillies dans les fondations au nord-est et au nord-ouest révèlent l'emplacement de 2 tourelles d'escalier. Les travaux révèlent également une loggia à arcades du XVIIe siècle qui est construite à côté des deux tourelles d'escalier. Les côtés est et ouest de cette maison ne sont pas parallèles; quelque chose qui a nettement affecté la forme et la disposition de la maison actuelle. Cet écart pourrait refléter soit les différentes phases de construction au sein de la maison élisabéthaine, soit la disposition et l'alignement des murs des bâtiments du prieuré d'origine .
En 1585, Wendsley vend le domaine au député de Derby, Robert Bainbridge. C'est un "extrême protestant" qui est emprisonné en 1586 dans la Tour Beauchamp de la Tour de Londres (où il grave son nom qui peut encore être vu aujourd'hui) pour avoir refusé d'accepter le règlement de l'église d'Élisabeth Ire. L'historien Oliver Garnett suggère que Bainbridge a peut-être choisi de vivre à Calke car la paroisse n'est pas sous le contrôle d'un évêque, ce qui signifie qu'il pouvait pratiquer en tant que puritain sans ingérence. Après la mort de Robert, Calke passe à son fils, un autre Robert. Ce Robert vend le domaine en 1622 à Sir Henry Harpur, pour 5 350 £ (environ 513 600 £ en termes modernes ) .

### Les Harpurs
En 1622, le domaine est acheté par Sir Henry Harpur, 1er baronnet (vers 1579-1639). La famille Harpur s'est établie au milieu du siècle précédent; descendants de Richard Harpur qui est un avocat accompli devenu juge à la Cour des plaids communs de Westminster, puis juge en chef du comté palatin de Lancastre. Lui et ses descendants ont acquis, par la richesse et le mariage, des domaines dans le Staffordshire (centré sur Alstonfield) et le Derbyshire (centré sur Swarkestone) .
La maison est reconstruite par Sir John Harpur, 4e baronnet (1680-1741) entre 1701 et 1704 . La maison et le domaine appartiennent aux baronnets successifs de Harpur et puis finalement à Sir Vauncey Harpur Crewe (1846-1924), 10e (et dernier) baronnet qui se consacre à sa collection de spécimens d'histoire naturelle. À sa mort, sa fille aînée, Hilda Harpur Crewe (1877-1949) vend une partie de sa collection d'oiseaux, de papillons et de poissons pour payer les droits de succession. Elle est remplacée par son neveu, Charles Jenney (1917-1981), qui est le fils aîné de Frances Harpur Crewe, la quatrième fille de Sir Vauncey. Charles change son nom en Charles Harpur-Crewe. Sa mort soudaine entraîne des droits de succession énormes (8 millions de livres sterling sur une succession d'une valeur de 14 millions de livres sterling) et en 1985, le domaine est transféré au National Trust par son frère cadet Henry Harpur-Crewe (1921-1991) .

## Aujourd'hui

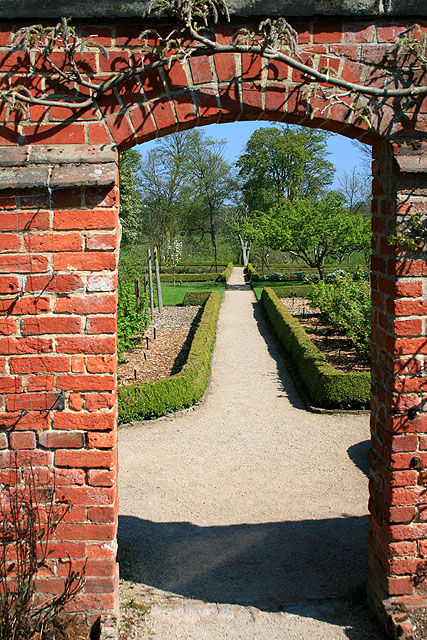
En bas du chemin du jardin

Située au milieu d'un parc paysager, l'abbaye de Calke est présentée par le National Trust comme une illustration de la maison de campagne anglaise en déclin. Une quantité massive de travaux de réparation mais aucune restauration n'a été effectuée et les intérieurs sont presque tels qu'ils ont été trouvés en 1985, de sorte que la dégradation du bâtiment et de ses intérieurs a été stoppée mais pas inversée. Avant les travaux du National Trust à la fin des années 1980, tout était resté intact depuis les années 1880.
Sur le côté de la maison se trouve un grand quadrilatère de bâtiments formant l'ancienne cour de l'écurie et la ferme, avec de vieux chariots et des outils agricoles. Les dépendances intègrent une salle de brassage qui est reliée à la maison principale par un tunnel.
La Fiducie gère le parc paysager environnant dans un souci de conservation de la nature. Il contient des éléments tels qu'un jardin clos, avec un jardin de fleurs et un ancien jardin de physique, aujourd'hui aménagé en potager. L'ancien parc à cerfs du domaine de l'abbaye de Calke est un Site d'intérêt scientifique particulier  et une réserve naturelle nationale, particulièrement connu pour son habitat de pâturage de bois rare et sa faune d'invertébrés de bois mort associée. Le domaine est également classé au grade II* sur le registre national des parcs et jardins historiques.
Un important programme d'événements est organisé de février à octobre.
Quelques années après que Calke ait été remis au National Trust pour régler les droits de succession, un héritier est découvert : Andrew Johnson, un cousin éloigné de la famille Harpur. Johnson est un riche résident du Vermont et le propriétaire d'importants peuplements de bois et d'une entreprise de bois d'œuvre, bien que le Daily Mirror en Grande-Bretagne l'ait qualifié de « bûcheron » . Johnson obtient l'utilisation d'un appartement dans l'abbaye, que lui et sa famille utilisent lors de visites occasionnelles.
Les carrières de calcaire sur le domaine près de Ticknall sont le point d'arrivée du chemin de fer qui a amené le calcaire au canal Ashby dans le bassin de Willesley et l'un des tunnels peut être vu restauré et fonctionnant. Il a fermé en 1915.

## Galerie

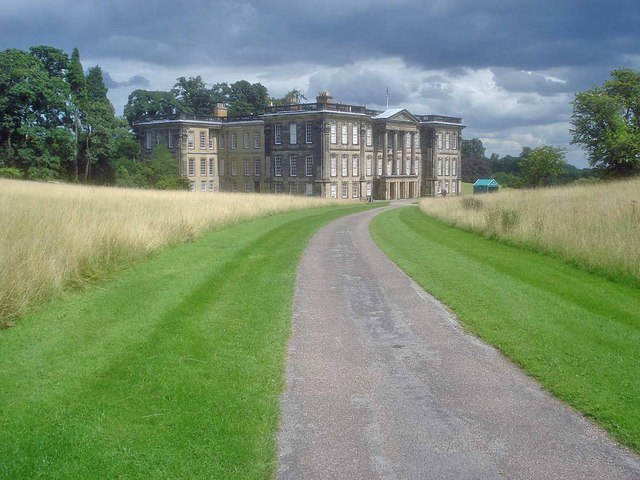
Abbaye de Calke
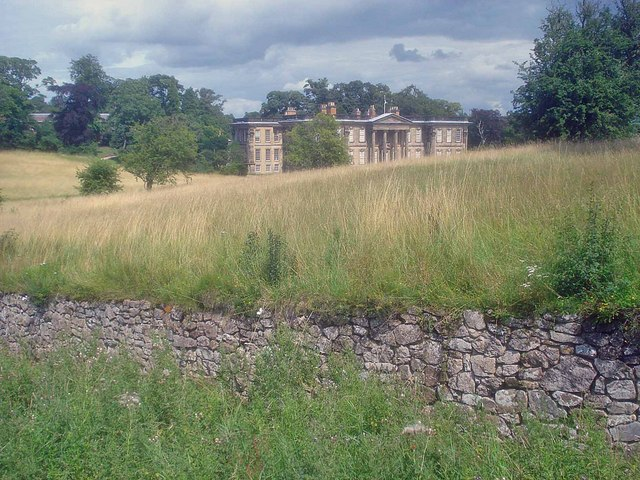
Le ha-ha à l'abbaye de Calke
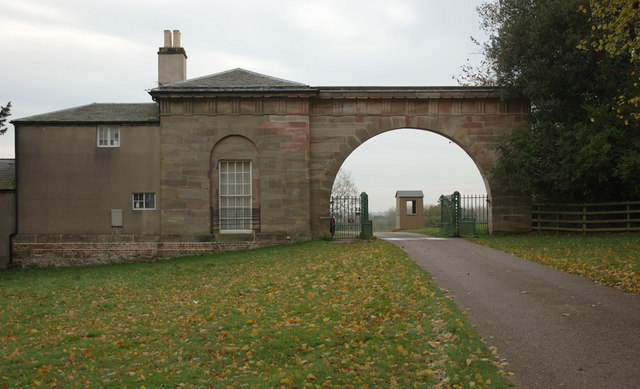
Middle Lodge (une des guérites)
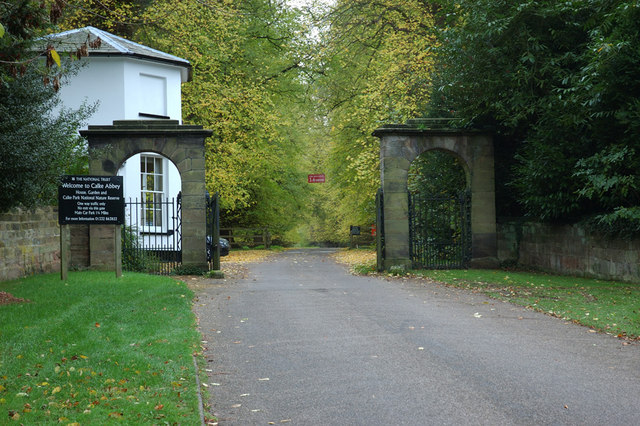
Ticknall Lodge (une autre guérite)
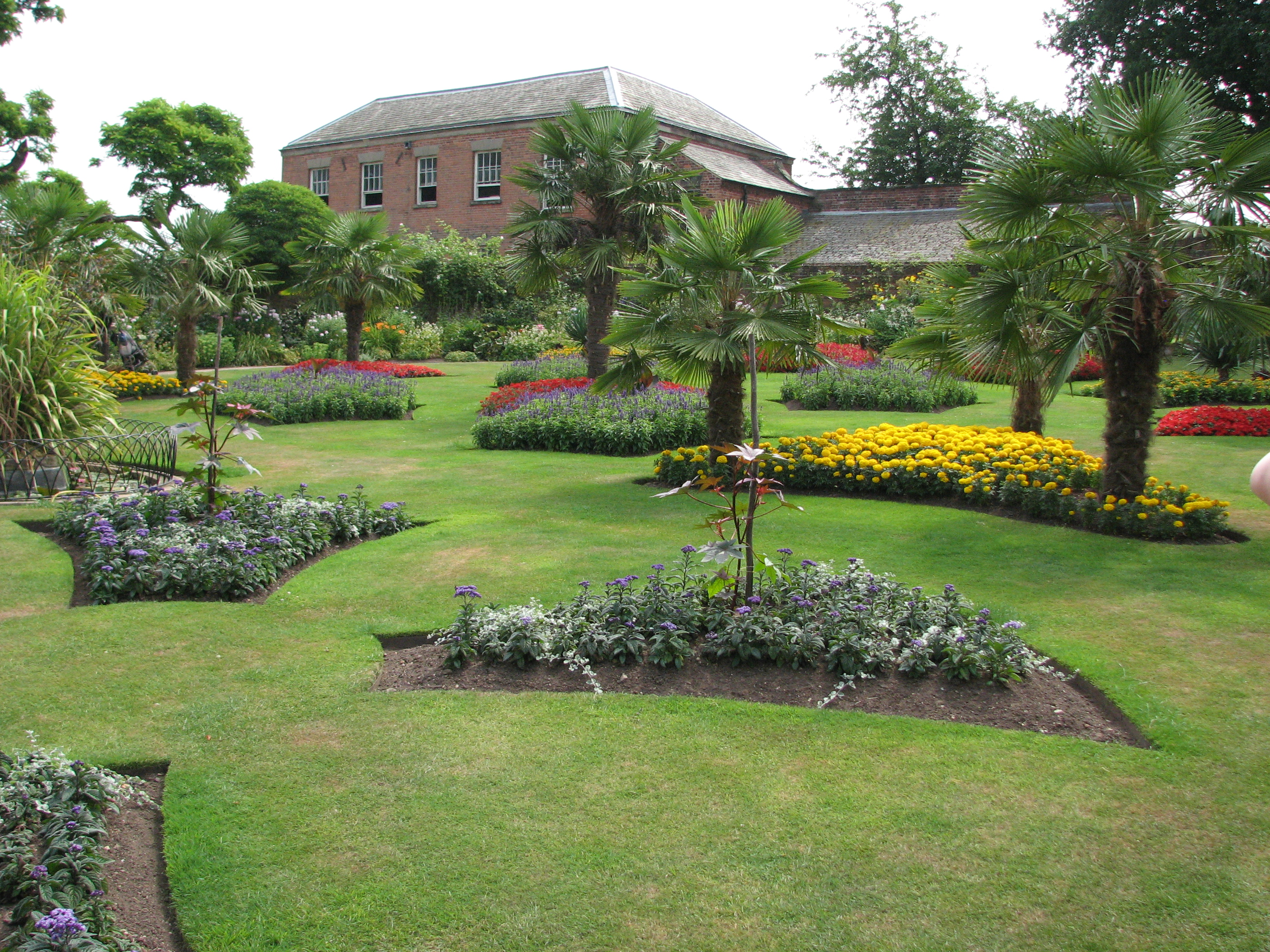
Le jardin clos et la maison du jardinier en chef
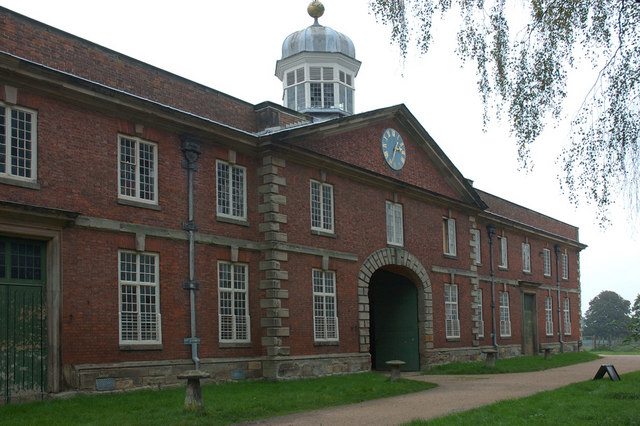
les écuries
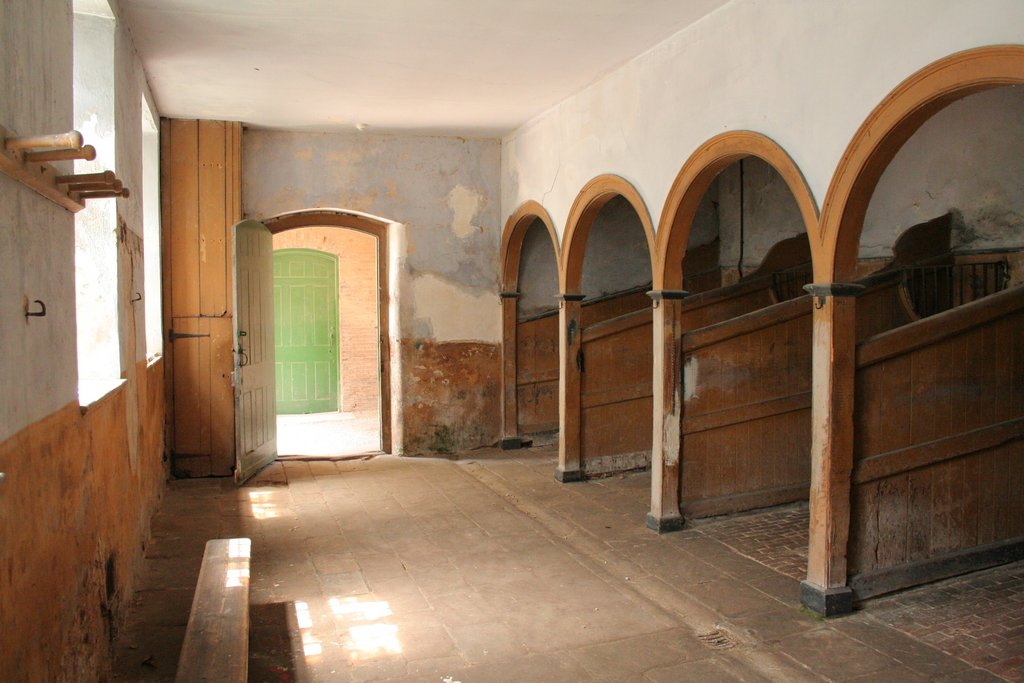
Intérieur, écuries de l'abbaye de Calke
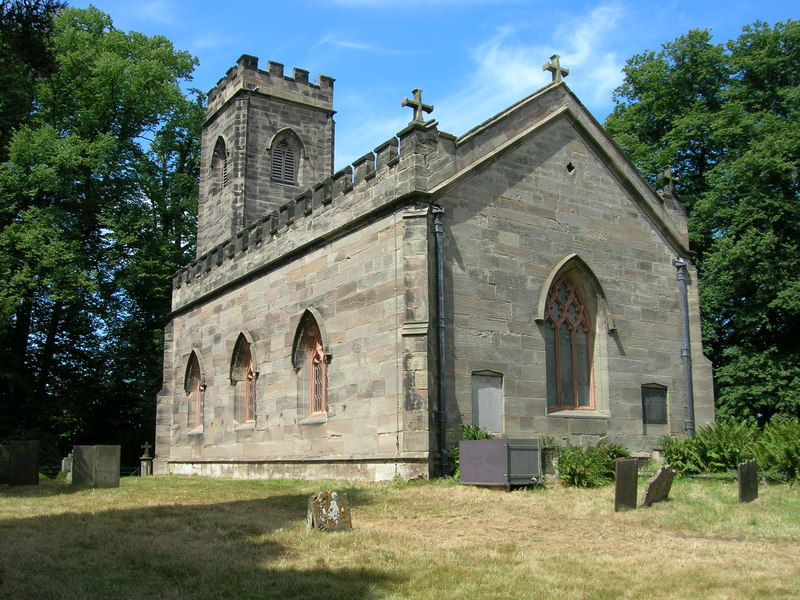
l'église Saint-Gilles ; Chapelle privée de l'abbaye de Calke